# Hohenfelde (powiat Plön)
Hohenfelde – gmina w Niemczech w kraju związkowym Szlezwik-Holsztyn, w powiecie Plön, wchodzi w skład urzędu Lütjenburg.